# Club Sportif Duguwolofila de Babanba
Il Club Sportif Dufuwolofila de Babanba, nato anche come Club Sportive Duguwolofila de Koulikoro è una squadra di calcio maliana con base a Koulikoro.

## Cronistoria
fonte: